# كريستين سيمبسون
كريستين سيمبسون هي صحفية ومعلقة رياضية كندية، ولدت في 5 أكتوبر 1964 في لندن في كندا.

## روابط خارجية
- كريستين سيمبسون على موقع IMDb (الإنجليزية)